# Ihor Tymčenko
Ihor Viktorovyč Tymčenko (in ucraino Ігор Вікторович Тимченко?, traslitterazione anglosassone: Ihor Viktorovych Tymchenko; Poltava, 16 gennaio 1986) è un ex calciatore ucraino, di ruolo difensore.

## Carriera
Tymchenko è stato un giocatore che ha militato nel campionato ucraino. Ha giocato per Metalurh Donec'k, Čornomorec, Obolon, Kryvbas Kryvyj Rih, Desna Černihiv e Kremin' Kremenčuk.

## Palmarès

### Club
- Perša Liha:

Zakarpattja: 2008-2009